# Poecilocryptus galliphagus
Poecilocryptus galliphagus är en stekelart som beskrevs av Ian D. Gauld och Holloway 1986. Poecilocryptus galliphagus ingår i släktet Poecilocryptus och familjen brokparasitsteklar. Inga underarter finns listade i Catalogue of Life.